# توماس إف. هارتنت
توماس إف. هارتنت هو سياسي أمريكي، ولد في 7 أغسطس 1941 في تشارلستون في الولايات المتحدة. نشط حزبياً في الحزب الجمهوري. وقد انتخب عضو مجلس نواب كارولاينا الجنوبية ‏ وانتخب عضو مجلس ولاية كارولاينا الجنوبية ‏ وانتخب عضو مجلس النواب الأمريكي.